# ソナム・テンジン
ソナム・テンジン（Sonam Tenzin 、1986年10月20日 - ）は、ブータン出身のサッカー選手。ポジションはディフェンダー (サッカー)。
ブータン代表に選ばれている。現在はインドの2部リーグブッディスト・ブルー・スターズに所属している。